# 케빈 베이컨의 여섯 다리
케빈 베이컨의 여섯 다리(영어: Six Degrees of Kevin Bacon)는 어떤 배우와 케빈 베이컨까지 최단의 연결 고리를 만드는 놀이이다. 이는 케빈 베이컨이 매우 다작(多作)하는 배우라는 것이 근거가 된다. 같이 출연한 영화가 연결의 고리가 되는데, 예를 들어 케빈 베이컨과 같은 영화에 출연했던 배우는 모두 한 다리만에 베이컨까지 닿을 수 있고 그 배우들과 같이 출연했던 배우는 두 다리만에 베이컨까지 닿을 수 있다는 식이다. 이렇게 특정 배우로부터 케빈 베이컨에게까지 최소 몇 다리만에 도달 할 수 있는지를 나타내는 수를 ‘베이컨 수’라고 하며, 이 수는 단순한 놀이를 넘어서 학술적인 연구 자료로까지 활용되고 있다.

## 같이 보기
- 작은 세상 현상
- 에르되시 수

## 참조
1. ↑  https://news.naver.com/main/read.nhn?mode=LSD&mid=sec&sid1=102&oid=028&aid=0001980765